# 조쉬 엡스테인

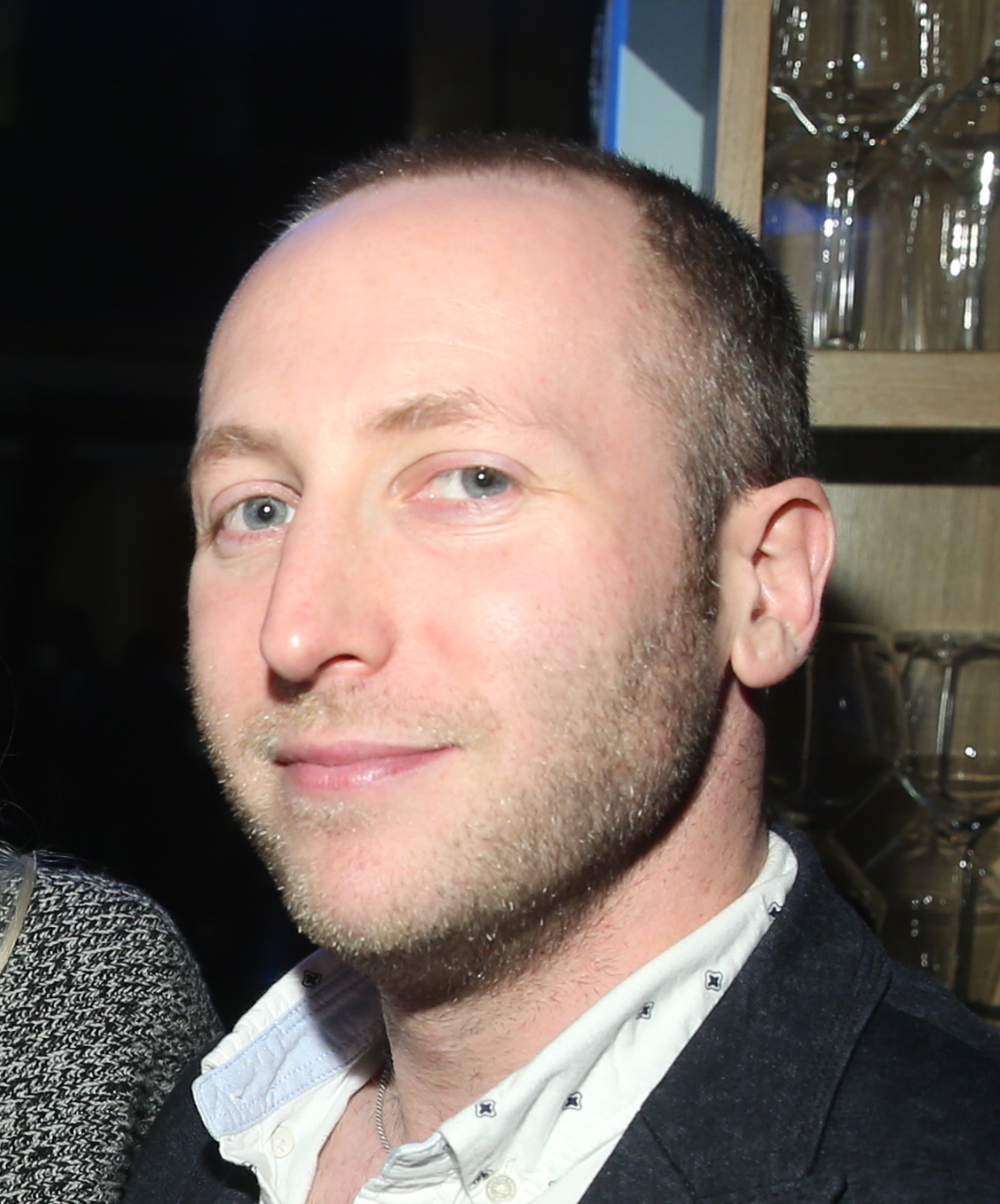

조시 엡스틴(Josh Epstein)은 캐나다의 배우, 각본가이다.

## 영화
- 에드워드 (2015, Eadweard) - 에디슨 역
- Adventures in Public School (2017)